# Église Sainte-Marie du Genevrey
L’église Sainte-Marie du Genevrey, parfois aussi appelée église Notre-Dame de Genevrey, est un édifice religieux situé à Vif, dans l'ancien village du Genevrey, dans le département français de l'Isère.
Elle et l'église Saint-Jean-Baptiste sont les deux seules églises encore en activité de la commune de Vif. Toutes deux appartiennent à la paroisse Saint-Loup.
L'église Sainte-Marie du Genevrey est considérée, avec la Vierge de la Libération de Varces, comme un sanctuaire marial de la région grenobloise.

## Localisation
L'église Sainte-Marie du Genevrey se situe dans le hameau du Genevrey rattaché à la commune de Vif, au sein de la vallée de la Gresse. Le porche et l'entrée de l'église, côté ouest, ouvrent sur une petite place longeant la rue de l'Église.

## Architecture
Ayant subi très peu de remaniements au cours de l'histoire, l'église Sainte-Marie a été édifiée sur un style roman très simple avec comme matériaux du schiste et du tuf.
L'église est composée d'une simple nef cernée de deux bas-côtés. Le chœur, composé de trois fenêtres dont une en arc d'ogive, ouvre sur la sacristie et le clocher.

Une cloche datée de 1551 a été classée Monument Historique en 1963.

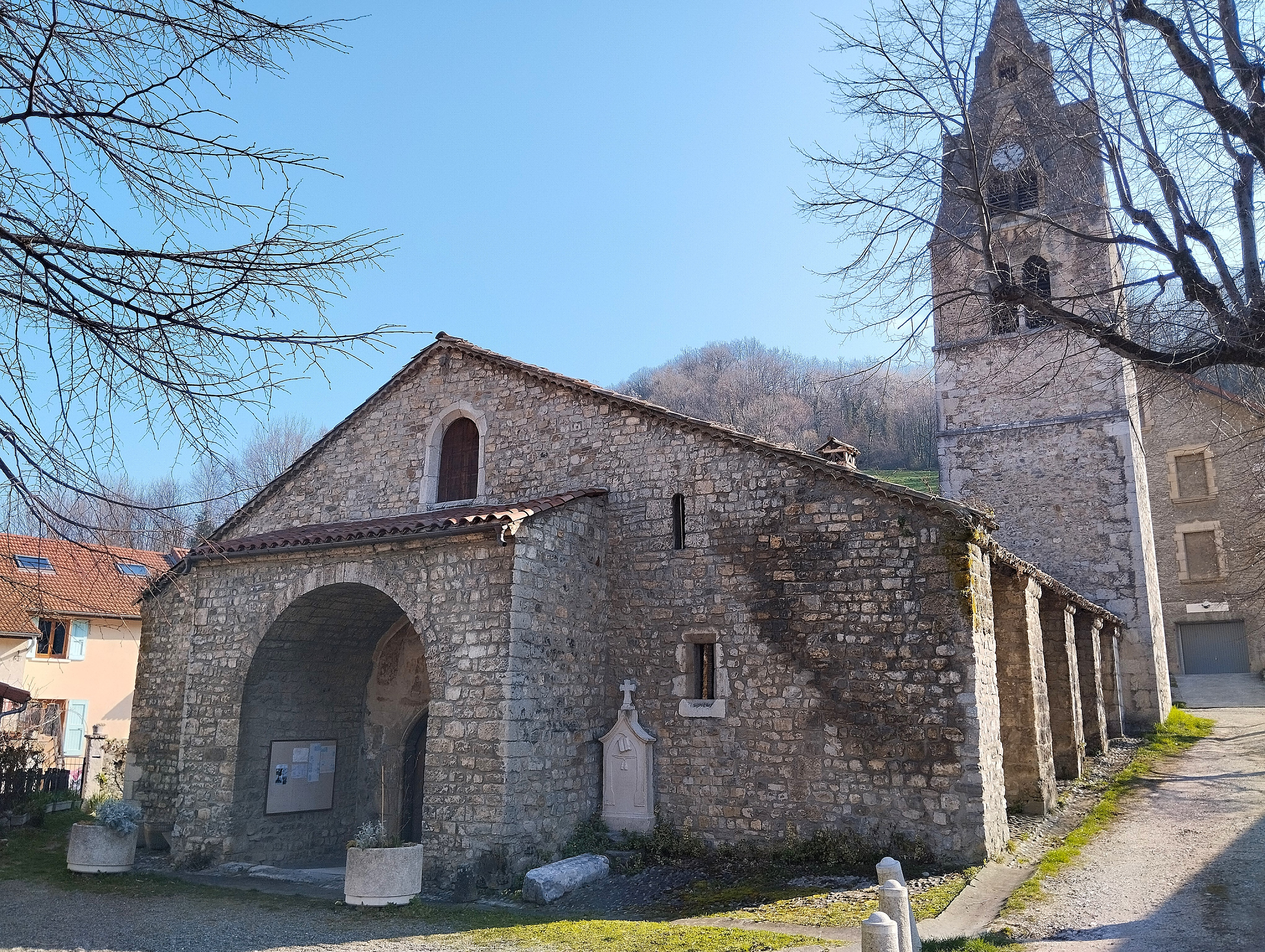
L'église.
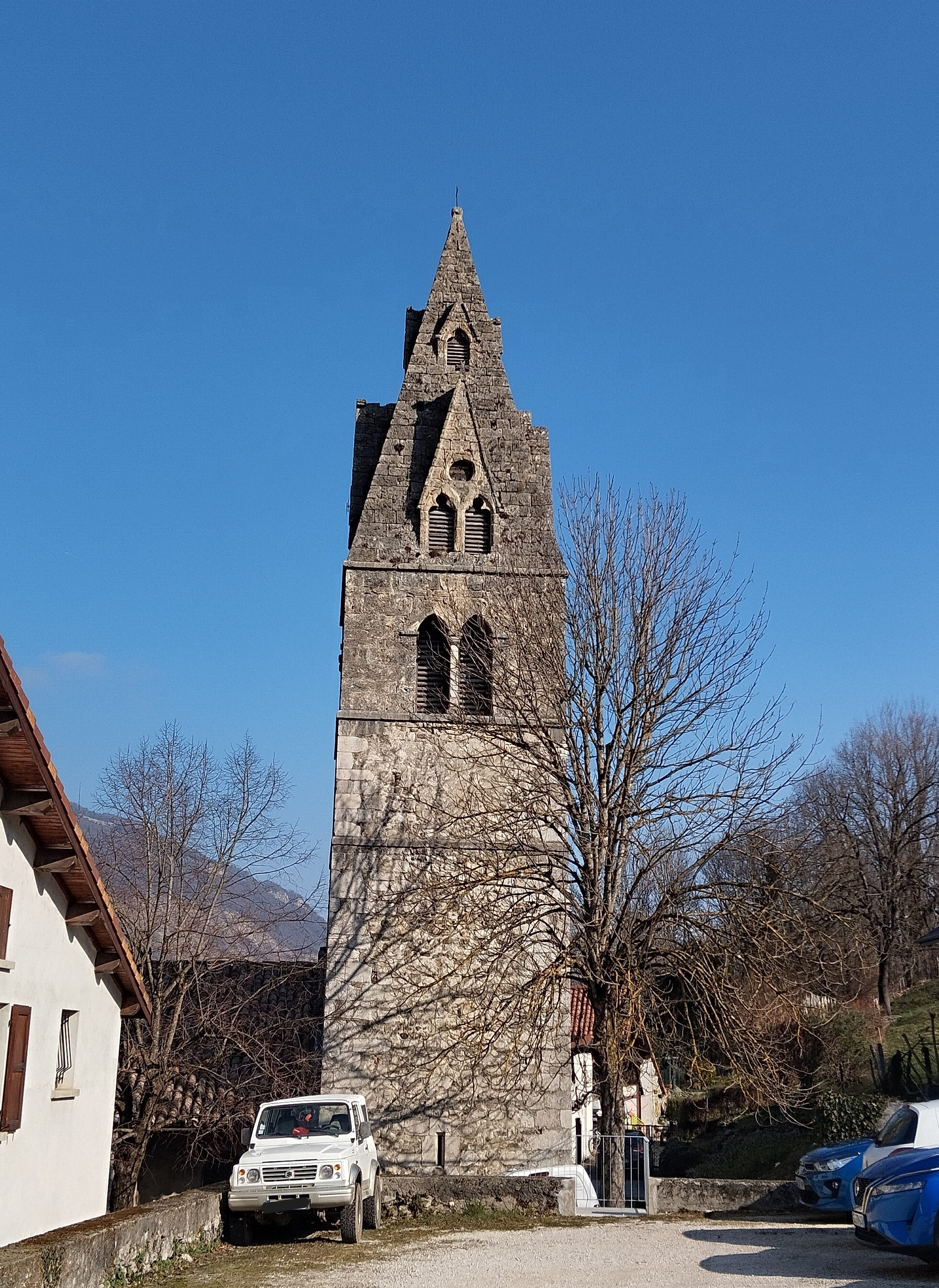
Le clocher.
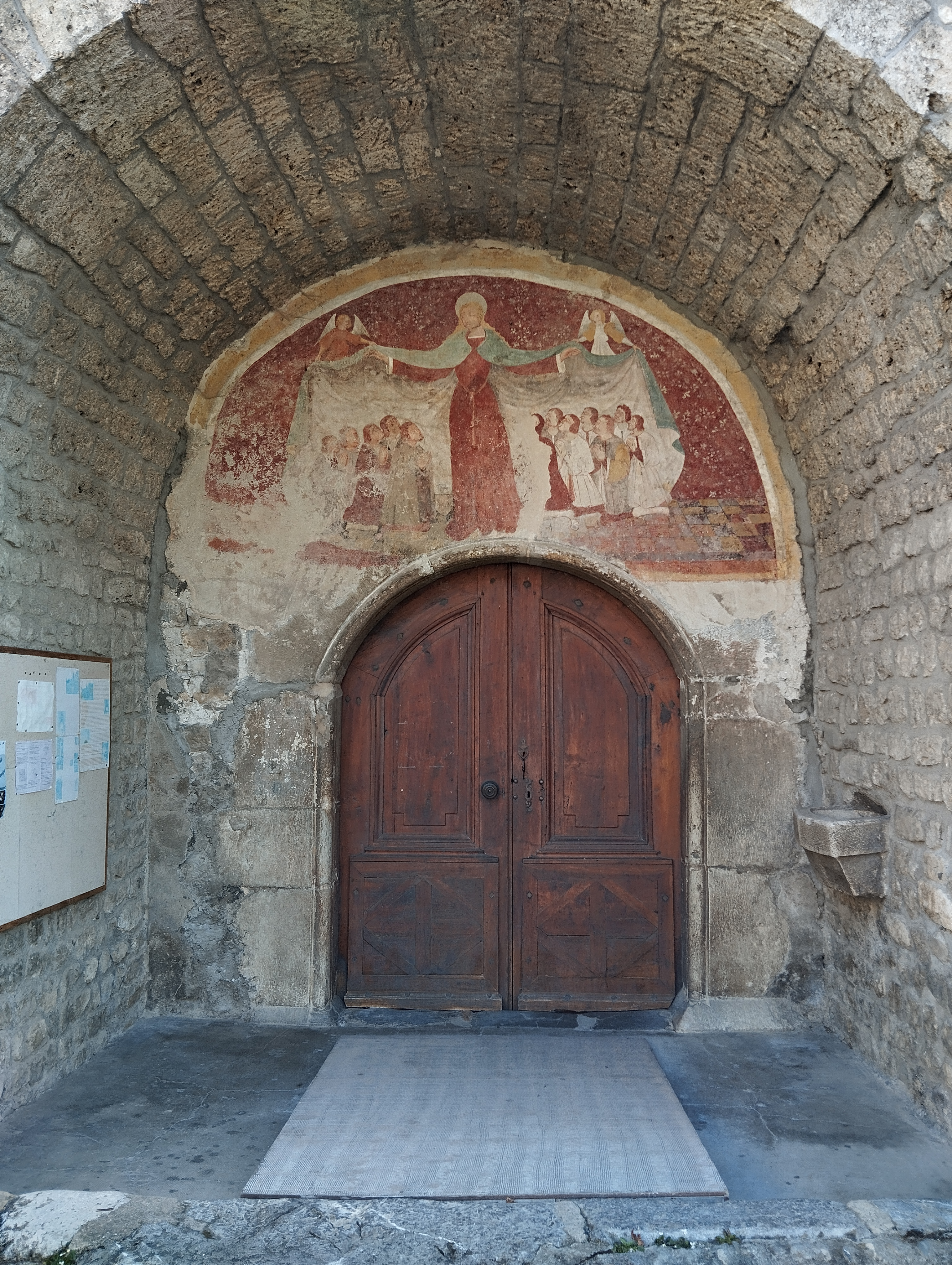
Le porche de l'église.
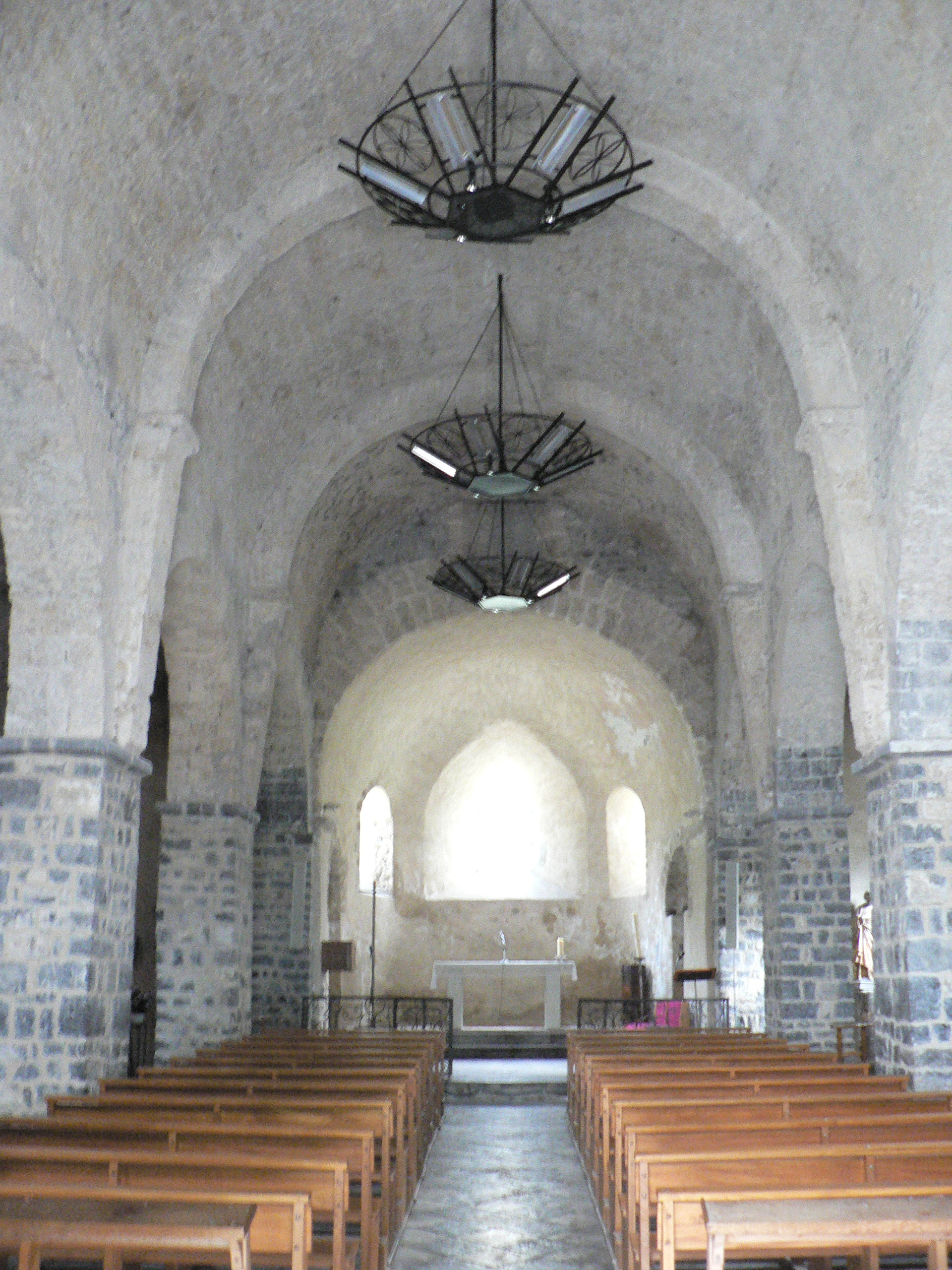
L'intérieur de l'église : la nef et son chœur.

## Histoire
L'église fait l’objet d’un classement au titre des monuments historiques depuis le 1er décembre 1908 et est considérée comme l'une des églises médiévales les plus anciennes et mieux conservées de la région grenobloise.
Bien qu'étant considérée comme l'une des églises les plus homogènes de la région, l'édifice a subi trois périodes distinctes de construction : le XIe siècle, puis milieu du XIIe siècle, puis fin du XIIIe siècle.
L'église Sainte-Marie apparaît pour la première fois dans le cartulaire de Saint Hugues de l'an 1100, sous le nom « ecclésia de Genevrea » et sous le vocable de l'Assomption.
En 1801, l'édifice est uni avec l'église de Vif, ce que les habitants du hameau supportent difficilement. Plusieurs années après que le hameau ait envoyé une supplique à l'évêque de Grenoble (Mgr Simon) en 1809 pour demander que l'édifice soit érigé en annexe paroissiale à celle de Saint-Jean-Baptiste de Vif, l'église Sainte-Marie est finalement transformée en succursale le 29 avril 1845 avec l'installation d'un curé à demeure, et ce jusqu'en 1918.

### La Vierge au manteau

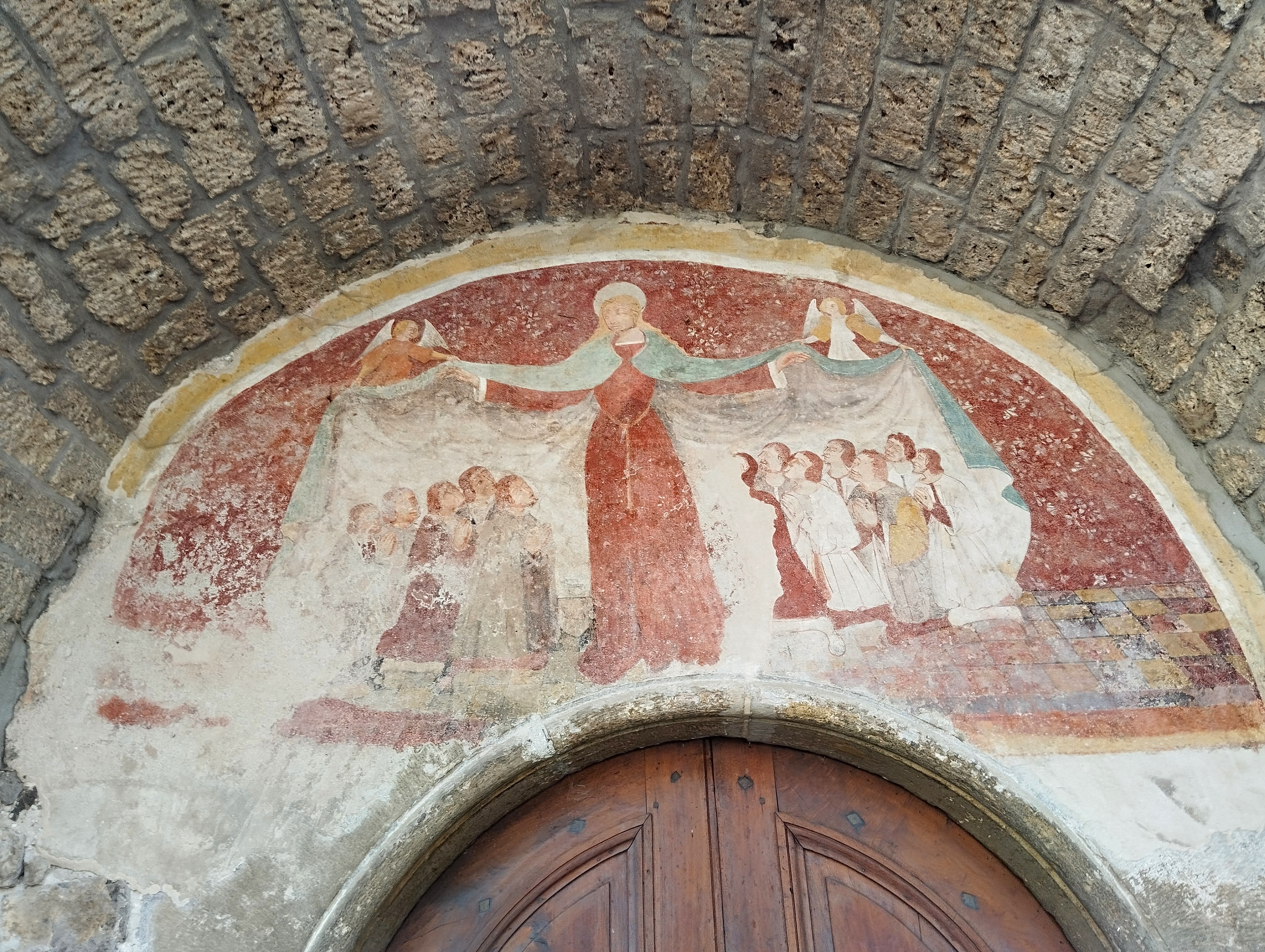
La Vierge au manteau de l'église.

La Vierge au manteau est une fresque presque intacte présente sur le tympan surmontant le porche d'entrée principal de l'église. Peinte entre la fin du XVe siècle et le début du XVIe siècle, elle représente la Vierge Marie abritant douze personnages agenouillés auprès d'elle grâce aux pans de son large manteau.
Cette peinture murale est une variation d'un thème artistique connu dès le XIIIe siècle : la Vierge de Miséricorde.
Cette peinture de l'église Sainte-Marie et la fresque de l'église Saint-Étienne de Laval (située dans le Grésivaudan et elle aussi datée du XVe siècle), sont les deux seuls exemples de la Vierge au manteau connus dans la région,.

### La croix en pierre
Une croix en pierre édifiée au XVe siècle et classée Monument Historique depuis 1911 se situe devant l'entrée de l'église, trace de l'ancien cimetière du hameau. Le cimetière actuel, lui, a été inauguré en 1886.